# Agnelo de Rávena
Agnelo (487-570), arzobispo de Rávena, fue un religioso católico italiano. Provenía de una noble y rica familia y, anteriormente, había abrazado la carrera militar; a la muerte de su mujer, fue ordenado diácono en el año 527 y prefectus de la Iglesia de Santa Ágata en Rávena; en el 557 (24 de junio) sucedió a Maximiano de Pola en la sede ravenate. Construyó y embelleció varias iglesias en la diócesis, en la catedral de Rávena; quedan de él un ambón de mármol y una cruz de plata.
Murió el 1 de agosto de 570. En la cuestión de los Tres Capítulos permaneció fiel al papa Pelagio I (556-561), que le dirigió varias cartas. En tiempos de Agnelo, Rávena se enriqueció con diversas iglesias, también con la donación a los católicos por parte de Justiniano de bienes inmuebles de los godos y con la transferencia de las iglesias arrianas al culto católico; los arrianos de la ciudad pasaron entonces al catolicismo, por lo que volvió a consagrar las iglesias arrianas.
De Agnelo queda una Epistola de ratione fidei ad Arminium, que defiende la doctrina trinitaria. Partiendo del concepto de que Dios ha sido siempre Padre, ha engendrado desde siempre al Hijo, que es igual a Aquel; afirma, además, que el Espíritu Santo ex Patre et Filio procedit. Las noticias de su vida proceden del Liber Pontificalis Ecc. Ravennatis, que le atribuye, además, la reconciliación de las comunidades godas arrianas.
El arzobispo Agnelo no se ha de confundir con otro Agnelo de Rávena, especialista en medicina, traductor y comentarista de De sectis de Galeno y que vivió en el mismo siglo.